# Бунт (литературная группа)
Бунт (пол. Bunt) — польская литературная группа начала XX века, объединявшая в основном писателей и поэтов экспрессионизма.
Группа была основана в 1918 году. В неё входили молодые польские писатели и поэты. Её деятельность была довольно непродолжительной. В 1918 году члены «Бунта» устроили в Познани литературно-художественную выставку. Одновременно было опубликовано приложение к литературному журналу «Родник» (пол. «Zdrój», выходил в 1917—1922 гг.), которое было названо «Тетрадь Бунта» (пол. «Zeszyt Buntu»). В ней опубликовались: Владислав Скотарек, Август Замойский, Зенон Косидовский и др.
С самого начал своей деятельности «Бунт» поддерживал контакты с немецкими литературными кругами, прежде всего с редакциями двух главных экспрессионистских литературных журналов Германии: «Die Aktion» и «Der Sturm», на страницах которых в 1918 году печатались произведения членов группы. Кроме того, Познанская выставка «Бунта» экспонировалась в галереях в Берлине и Дюссельдорфе. Уже в 1919 году деятельность группы фактически закончилась. В 1920 году она прекратила своё существование.
Членами группы в разное время были: Адам Бедерски (теоретик группы, автор её программных манифестов), Ежи Хулевич, Владислав Скотарек, Стефан Шмай, Ян Ежи Вроньецкий, Август Замойский, Артур Мария Свинарский, Ян Паньеньский.

## Другие экспрессионистские группы
- Неопатетическое кабаре
- Новый клуб